# Wohn- und Geschäftshaus Borsbergstraße 19

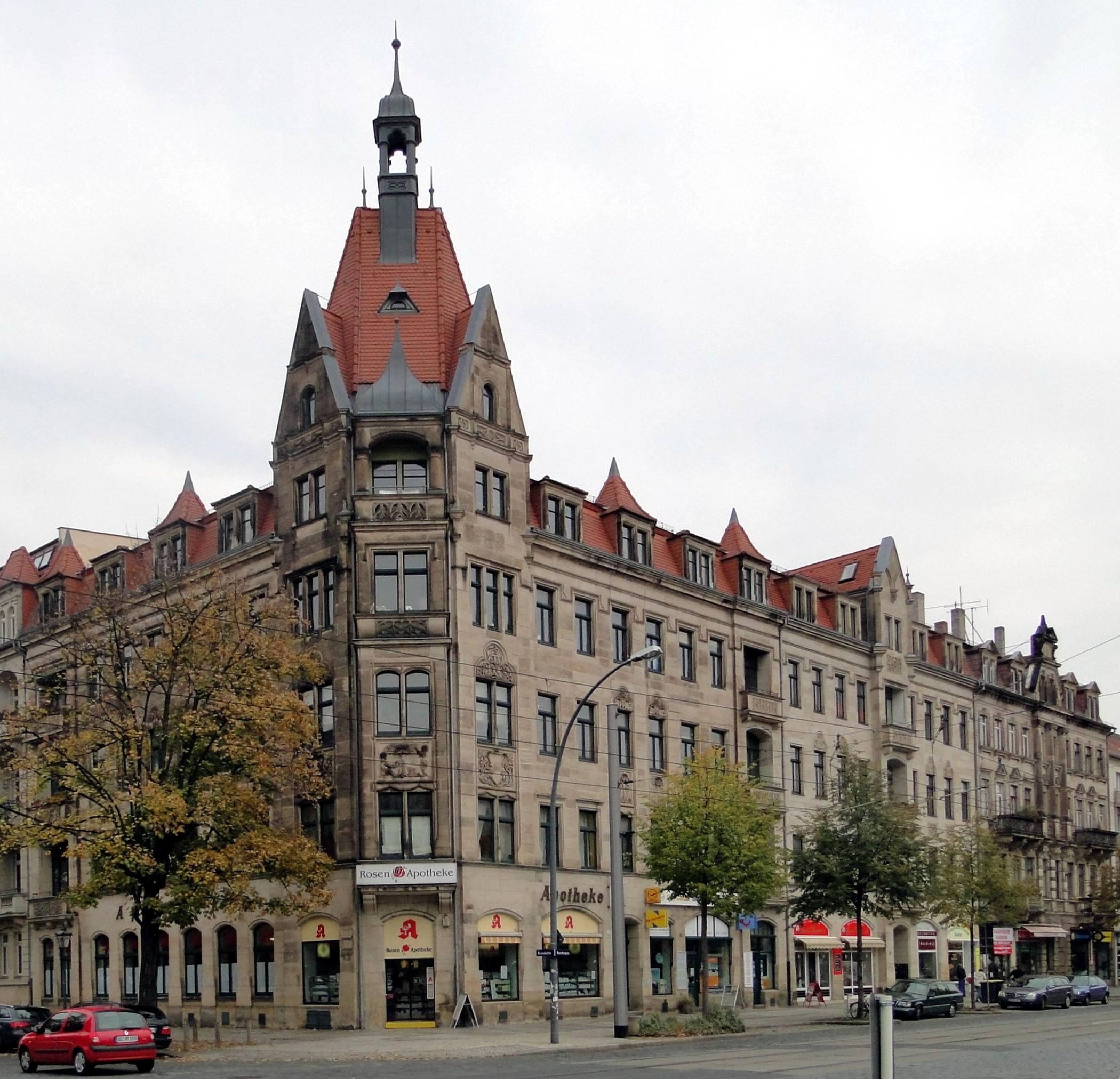
Borsbergstraße 19, 19 b und 21

Das Wohn- und Geschäftshaus Borsbergstraße 19 in Dresden im Stadtteil Striesen ist ein denkmalgeschütztes viergeschossiges Eckhaus, das 1900 innerhalb einer geschlossenen Wohn- und Geschäftsbebauung errichtet worden ist.

## Beschreibung
„Die Fassaden wurden mit Sandstein verkleidet und mit spätgotischen und jugendstiligen Motiven sparsam dekoriert.“(Zitat Helas/Peltz, betreffend die Borsbergstraße 19, 19b und 21) Die Fassade der Nummer 19 zur Borsbergstraße hin nimmt eine Frontlänge von acht Fensterachsen ein, wovon seitlich angebrachte loggiaartige Balkone eine Achse und ein an der Ecke befindlicher Erker mit Turmhelm ebenfalls eine Achse beanspruchen.
Die Denkmaleigenschaft wird vom Landesamt für Denkmalpflege Sachsen wie folgt umfassend beschrieben: „Ausgesprochen repräsentatives historisierendes Bürgerhaus des ausgehenden 19. Jahrhunderts mit Formen der Gotik und der Renaissance, dominant der hoch aufragende Turm einschließlich Erker an der Ecke zur Krenkelstraße, auffällig auch die ornamentalen bis figuralen Reliefs, vor allem baugeschichtlich bedeutend, wegen seiner schmuckreichen Fassade auch künstlerisch von Belang, mit den benachbarten Bauten eines der markantesten spätgründerzeitlichen Mietshausensembles von Dresden.“
Im Erdgeschoss des Eckgebäudes wurde eine Gaststätte „Borsbergschänke“ eingerichtet, die jedoch nur kurzzeitig bestand. 1907 wurden die Räume  umgebaut und als „Rosen-Apotheke“ eröffnet. Mangels Nachfolge wurde sie Anfang Oktober 2023 geschlossen.
Das Gebäude wurde während der Luftangriffe auf Dresden nur leicht beschädigt (im Wesentlichen der Bruch von Fensterglas) und hat auf Grund seiner qualitätvollen Bauweise auch die durch Mangelwirtschaft geprägte Zeit der DDR überstanden. In den 1990er Jahren wurde es denkmalgerecht saniert.